# Dicranota yanoana
Dicranota (Rhaphidolabis) yanoana là một loài ruồi trong họ Pediciidae. Chúng phân bố ở vùng sinh thái Palearctic.